# Cryptostylis arfakensis
Cryptostylis arfakensis är en orkidéart som beskrevs av Johannes Jacobus Smith. Cryptostylis arfakensis ingår i släktet Cryptostylis, och familjen orkidéer. Inga underarter finns listade i Catalogue of Life.